# Listă de personalități din Moscova

Emblema Moscovei

Această pagină conține o listă de personalități născute în Moscova și o altă de persoane care au locuit în marele oraș sau al căror nume este legat de acesta.
Ambele liste sunt ordonate cronologic.
Dacă nu este precizată etnia unei persoane, se subînțelege că acesta este rusă.
| Personalități născute în Moscova: - Secolele XIII - XVI - Secolul al XVII-lea - Secolul al XVIII-lea - Secolul al XIX-lea: 1801 - 1850 • 1851 - 1880 • 1881 - 1900 - Secolul al XX-lea: 1901 - 1910 • 1911 - 1920 • 1921 - 1930 • 1931 - 1940 • 1941 - 1950 • 1951 - 1960 • 1961 - 1970 • 1971 - 1980 • 1981 - 1990 • 1991 - 2000 - Locuitori celebri ai Moscovei - Vezi și • Note |

## Personalități născute în Moscova

### Secolele XIII - XVI

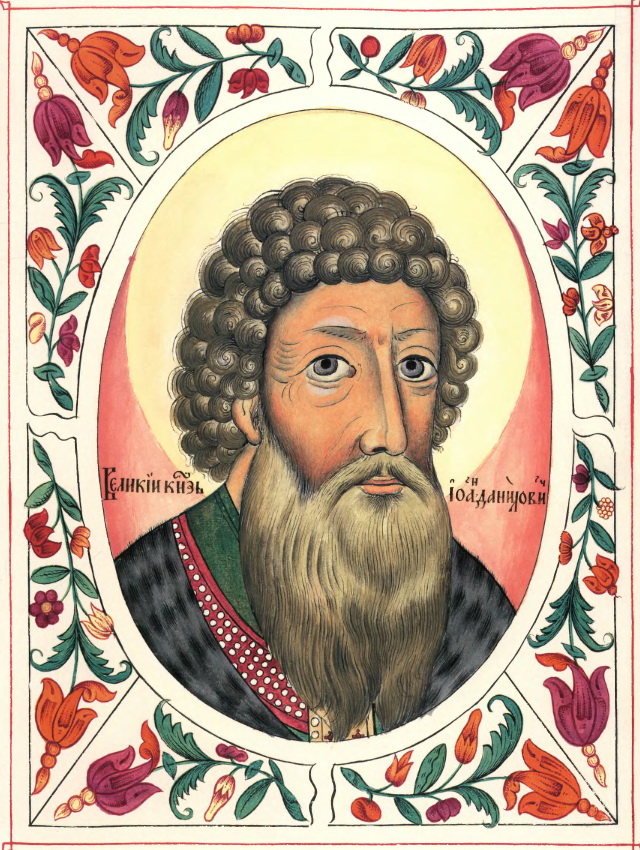
Ivan I al Moscovei

- Vasili al II-lea al Moscovei (1415 - 1462), Mare Cneaz al Moscovei;
- Ivan al III-lea (1440 - 1505), Mare Cneaz al Moscovei;
- Vasile cel Binecuvântat (1468/69? - 1552), călugăr santificat;
- Vasili al III-lea (1479 - 1533), Mare Cneaz al Moscovei;
- Ivan Fiodorov (c. 1525 - 1583), primul tipograf din Rusia;

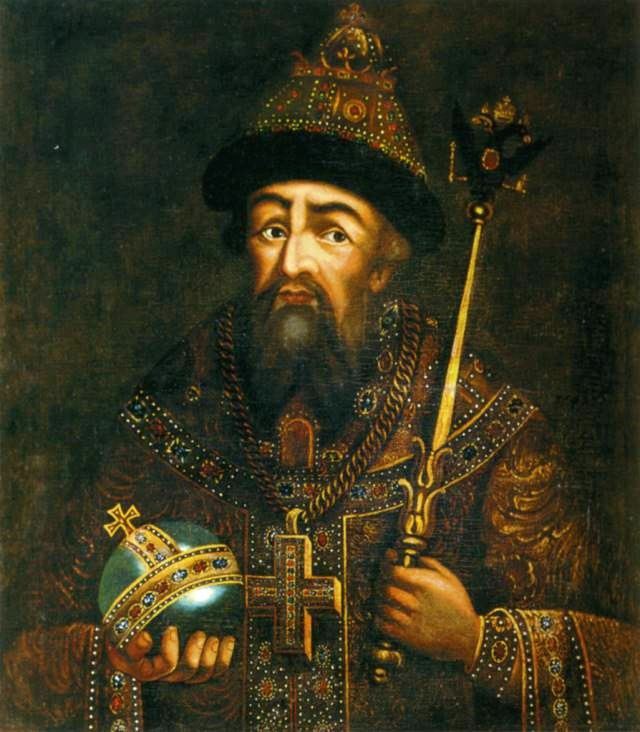
Ivan cel Groaznic

- Ivan cel Groaznic (1530 - 1584), țar;
- Boris Godunov (1551 - 1605), monarh, țar;
- Feodor I (1557 - 1598), țar;
- Feodor al II-lea (1589 - 1605), țar;
- Mihail I al Rusiei (1596 - 1645), țar;

### Secolul al XVII-lea
- Alexei I (1629 - 1676), țar;

- Natalia Narîșkina (1651 - 1694), a doua soție a lui Alexei I;
- Feodor al III-lea (1661 - 1682), țar;
- Ivan al V-lea (1666 - 1696), țar;

- Petru cel Mare (1672 - 1725), țar;
- Aleksei Petrovici Romanov (1690 - 1718), fiu al lui Petru cel Mare;
- Ecaterina Ivanovna (1691 - 1733), ducesă de Mecklenburg-Schwerin, fiică a lui Ivan al V-lea;
- Ana a Rusiei (1693 - 1740), împărăteasă, fiica lui Ivan al V-lea;

### Secolul al XVIII-lea
- Anna Petrovna (1708–1728), ducesă, fiica cea mare a lui Petru I;
- Elisabeta a Rusiei (1709–1762), Mare Ducesă a Rusiei, fiica lui Petru cel Mare;
- Piotr Rumianțev-Zadunaiski (1725–1796), feldmareșal;
- Ivan Ivanovici Șuvalov (1727–1797), om de stat, fondatorul Universității din Moscova;

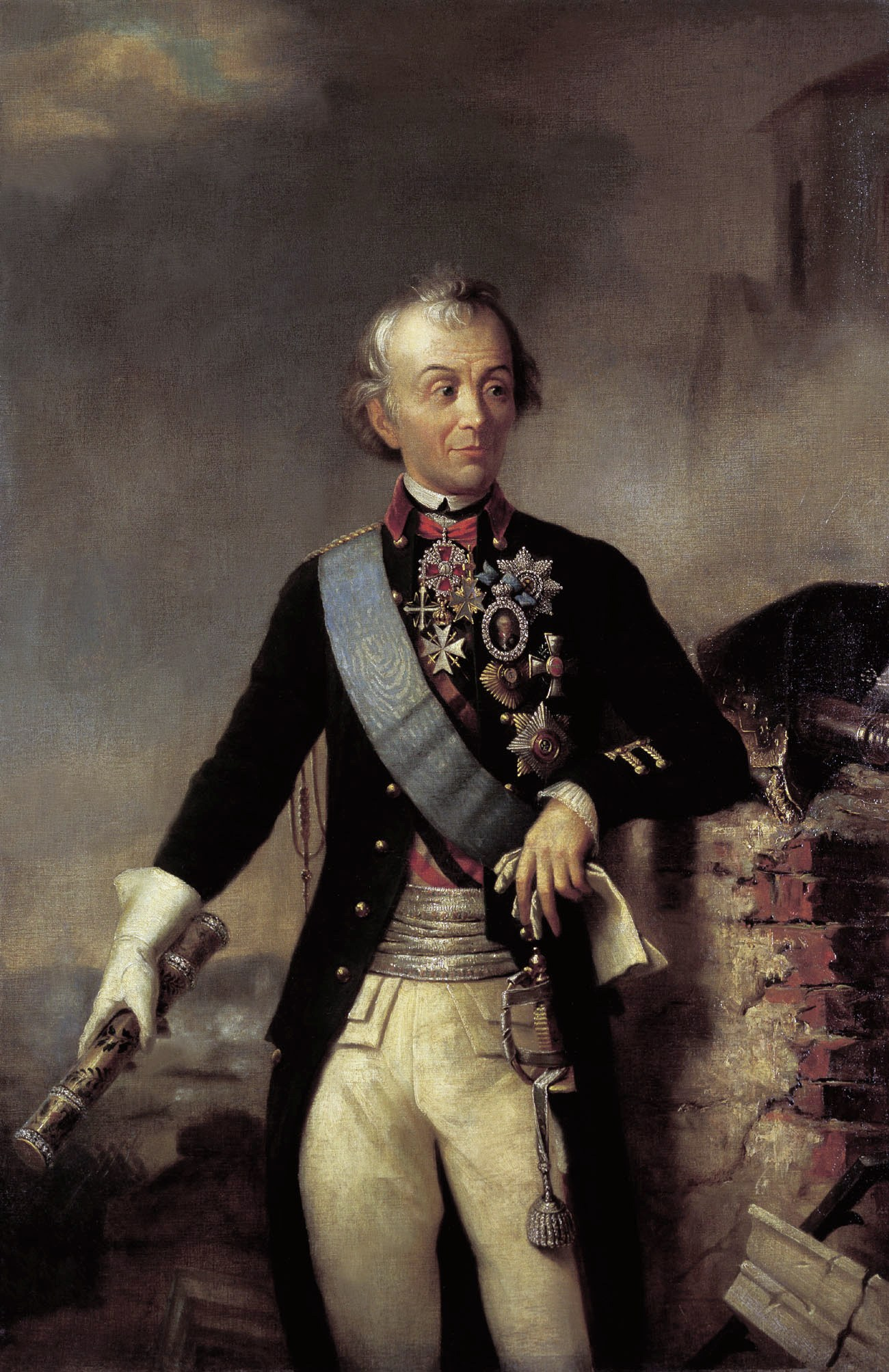
Aleksandr Suvorov

- Aleksandr Suvorov (1730–1800), generalisim, erou național;
- Denis Ivanovici Fonvizin (1745–1792), dramaturg satiric;
- Ivan Andreevici Krîlov (1769–1844), fabulist;
- Pavel Averin (1775 - 1849), om de stat;

- Pavel Kiseleff (1788–1872), om de stat, reformator;
- Aleksandr Griboiedov (1795–1829), diplomat, scriitor, compozitor;
- Anton Delvig (1798–1831), poet;
- Aleksandr Pușkin (1799–1837), poet, fondatorul literaturii ruse moderne.

## Secolul al XIX-lea

### 1801 - 1850
- Vladimir Odoievski (1804–1869), scriitor;
- Aleksei Homiakov (1804–1860), teolog, filozof, poet;
- Ivan Kireevski (1806–1856), filozof, scriitor;
- Nikolai Pirogov (1810–1881), chirurg, pedagog;
- Aleksandr Herzen (1812–1870), filozof, scriitor, publicist;

- Mihail Lermontov (1814–1841), scriitor romantic;
- Nicolai Alexeievici Miliutin (1818–1872), politician;
- Alexandru al II-lea (1818–1881), țar;
- Feodor Dostoievski (1821–1881), unul dintre cei mai importanți scriitori ruși;
- Alexandr Ostrovski (1823–1886), dramaturg;
- Marea Ducesă Elisabeta Mihailovna (1826–1845), ducesă, fiică a Marelui Duce Mihail Pavlovici;

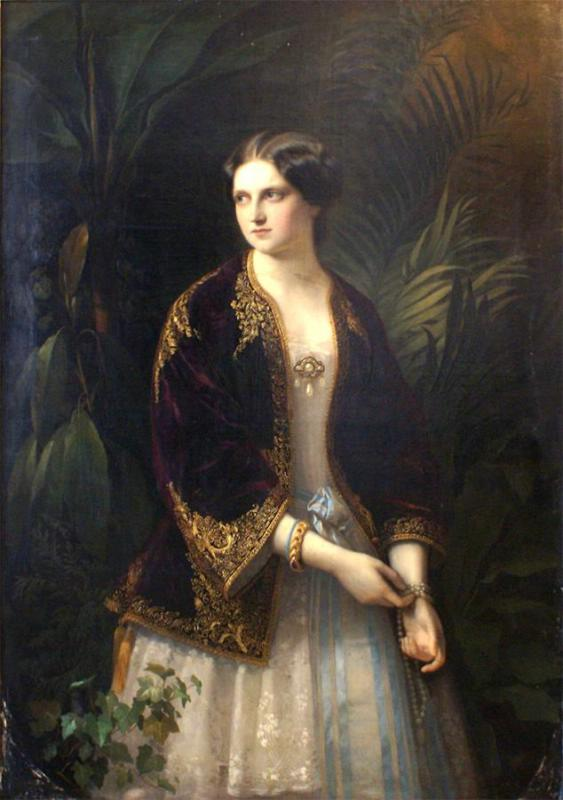
Ecaterina Mihailovna

- Ecaterina Mihailovna (1827–1894), fiică a Marelui Duce Mihail Pavlovici;
- Pavel Mihailovici Tretiakov (1832–1898), om de afaceri, colecționar de artă;
- Konstantin Makovski (1839–1915), pictor
- Piotr Kropotkin (1842–1921), filozof anarhist, geograf, scriitor;

- Sofia Kovalevskaia (1850–1891), matematiciană.

### 1851 - 1880
- Vladimir Segheievici Soloviov[1] (1853–1900), filozof, poet;
- Nikolai Kasatkin (1859–1930), pictor;

- Pavel Miliukov (1859–1943), om politic;
- Nikolai Iudenici (1862–1933), general;
- Aleksandr Golovin[2] (1863–1930), pictor;
- Konstantin Stanislavski (1863–1938), regizor, reformator al artei actoricești;

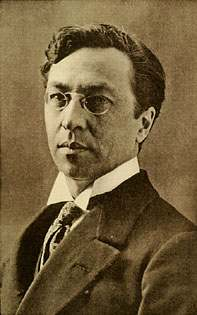
Vasili Kandinski

- Vasili Kandinski (1866–1944), pictor, teoretician al artei;
- Viaceslav Ivanov (1866–1949), poet, filozof, traducător;
- Dmitri Egorov (1869–1931), matematician;

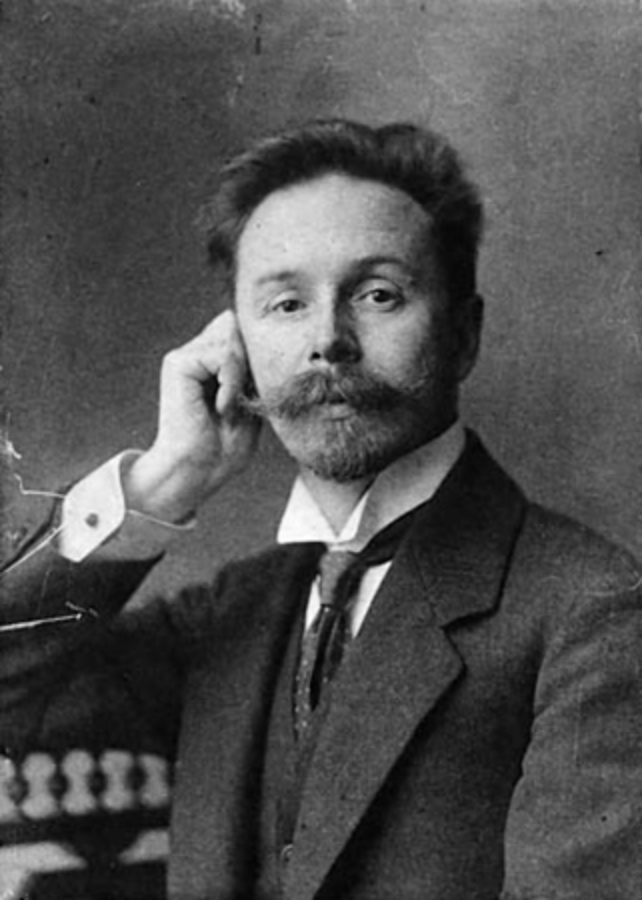
Alexandr Scriabin

- Alexandr Scriabin (1872–1915), compozitor, pianist;
- Lev Ciugaev (1873–1922), chimist;
- Valeri Briusov (1873–1924), scriitor;
- Aleksei Ivanovici Abrikosov (1875–1955), patolog;
- Alexei I al Moscovei (1877–1970), patriarh ortodox;
- Andrei Belîi (1880–1934), scriitor;

### 1881 - 1900
- Iacov Protazanov (1881–1945), regizor, scenarist;

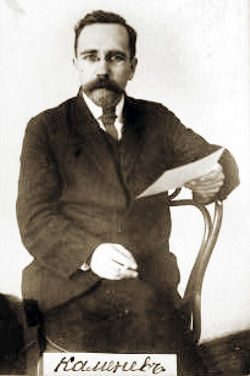
Lev Borisovici Kamenev

- Lev Borisovici Kamenev (1883–1936), politician;
- Vladislav Hodasevici (1886–1939), poet;

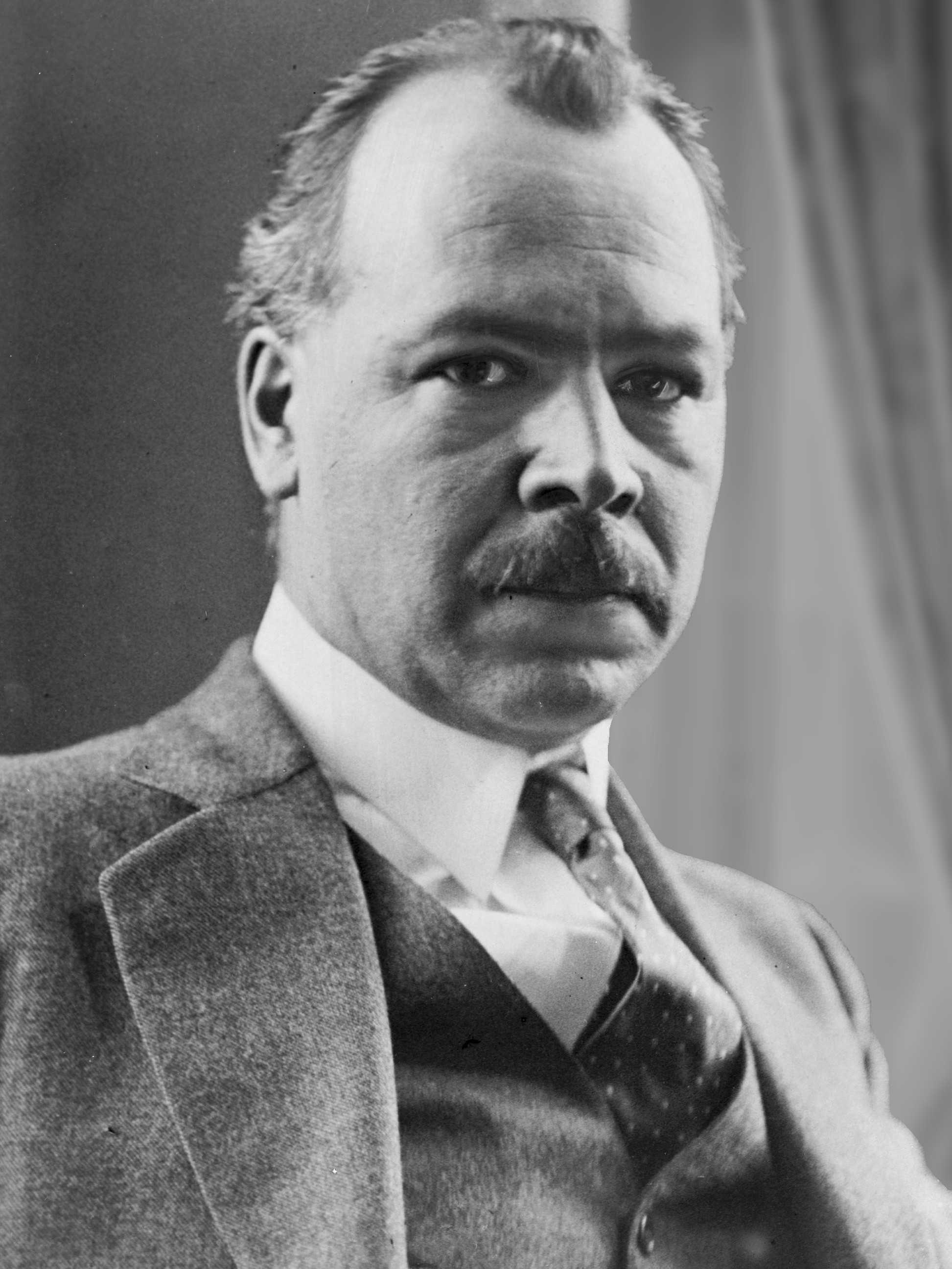
Nikolai Vavilov

- Nikolai Vavilov (1887–1943), botanist, biolog, geograf;
- Nikolai Ivanovici Buharin (1888–1938), om politic, revoluționar bolșevic;
- Marietta Șaghinian (1888–1982), scriitoare;

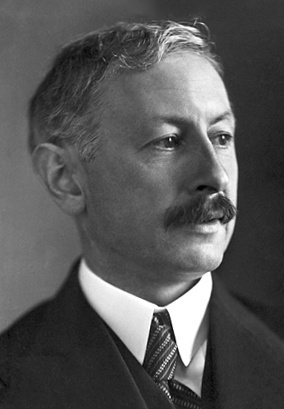
Paul Karrer

- Paul Karrer (1889–1971), chimist elvețian, laureat al Premiului Nobel pentru Chimie;
- Vera Karalli (1889–1972), dansatoare, actriță;
- Nikolai Trubețkoi (1890–1938), lingvist, întemeietorul morfofonologiei;
- Boris Pasternak (1890–1960), scriitor, laureat al Premiului Nobel pentru Literatură;
- Mischa Bakaleinikoff (1890–1960), compozitor de film, dirijor;
- Serghei Ivanovici Vavilov (1891–1951), fizician, președinte al Academiei Ruse de Științe;
- Lilya Brik (1891–1978), poetă, muza lui Maiakovski;
- Marina Țvetaeva (1892–1941), scriitoare;
- Alexandr Alehin (1892–1946), șahist;

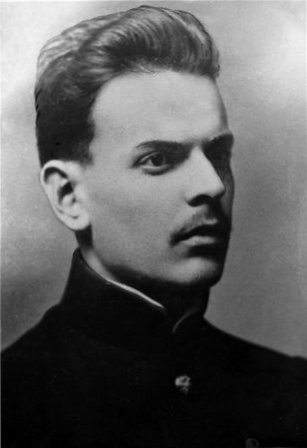
Konstantin Paustovski

- Konstantin Paustovski (1892–1968), scriitor, jurnalist;
- Elsa Triolet (1896–1970), scriitoare emigrată în Franța, soția lui Louis Aragon;

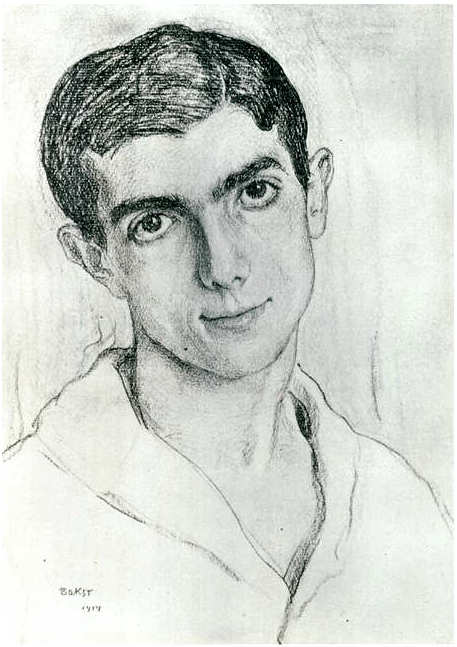
Léonide Massine

- Léonide Massine (1896–1979), coregraf;
- Vasili Lebedev-Kumaci (1898–1949), poet, textier;

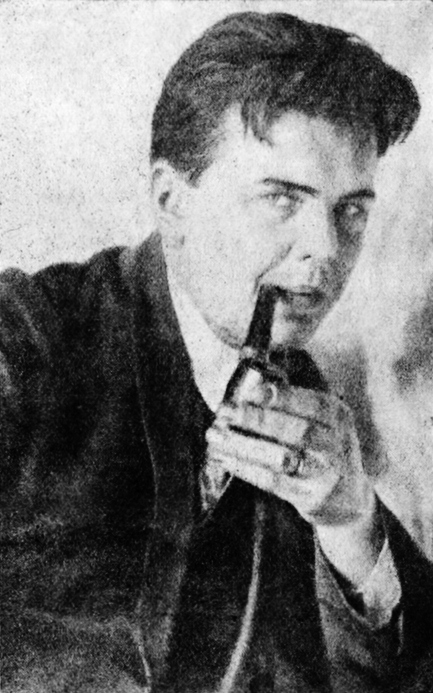
Leonid Leonov

- Leonid Leonov (1899–1994), scriitor;
- Nikolai Vladimirovici Nekrasov (1900–1938), scriitor în esperanto;

## Secolul al XX-lea

### 1901 - 1910
- Aleksandr Andronov (1901–1952), fizician, membru al Academiei Ruse de Științe;

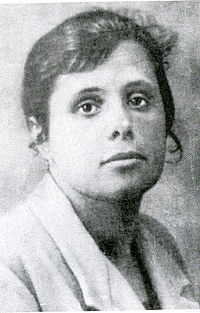
Nina Bari

- Nina Bari (1901–1961), matematiciană;
- Alexandre Kojève (1902–1968), filozof francez;

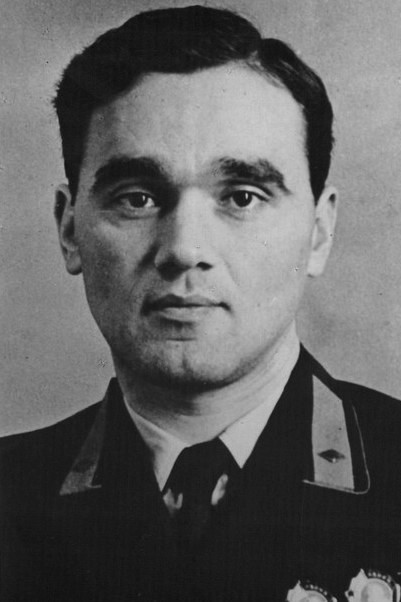
Aleksandr Yakovlev

- Aleksandr Sergheevici Yakovlev (1906–1989), inginer, constructor de avioane;
- Viktor Abakumov (1908–1954), ofițer, om politic;
- Boris Polevoi (1908–1981), scriitor;
- Aleksei Arbuzov (1908–1986), dramaturg;

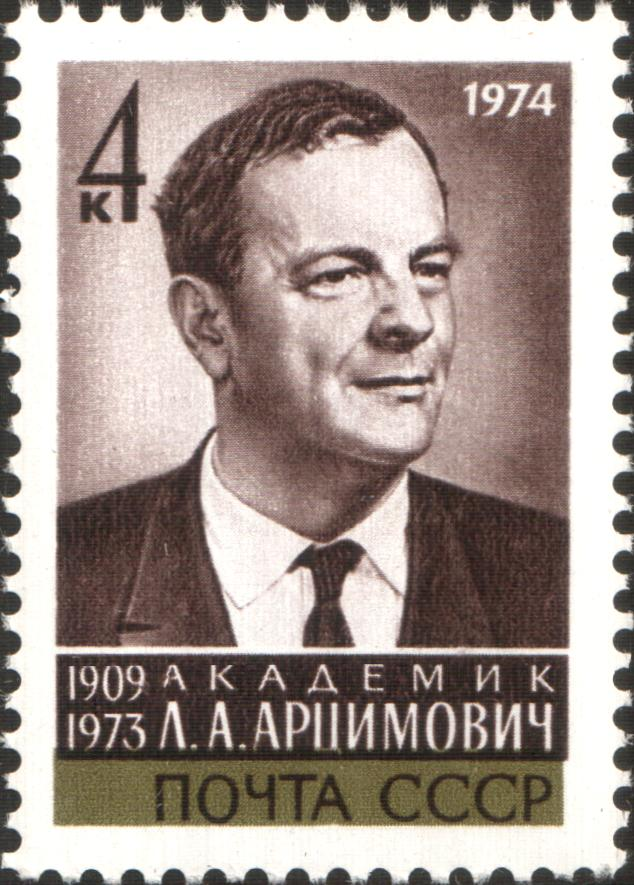
Lev Arțimovici

- Lev Arțimovici (1909–1973), fizician, membru al Academiei de Științe a URSS și al Prezidiului Academiei de Științe a URSS;

### 1911 - 1920
- Henri Troyat (1911–2007), scriitor francez;
- Marina Raskova (1912–1943), pilot în al Doilea Război Mondial;
- Rudolf Alexander Agricola (1912–1990), sculptor german;

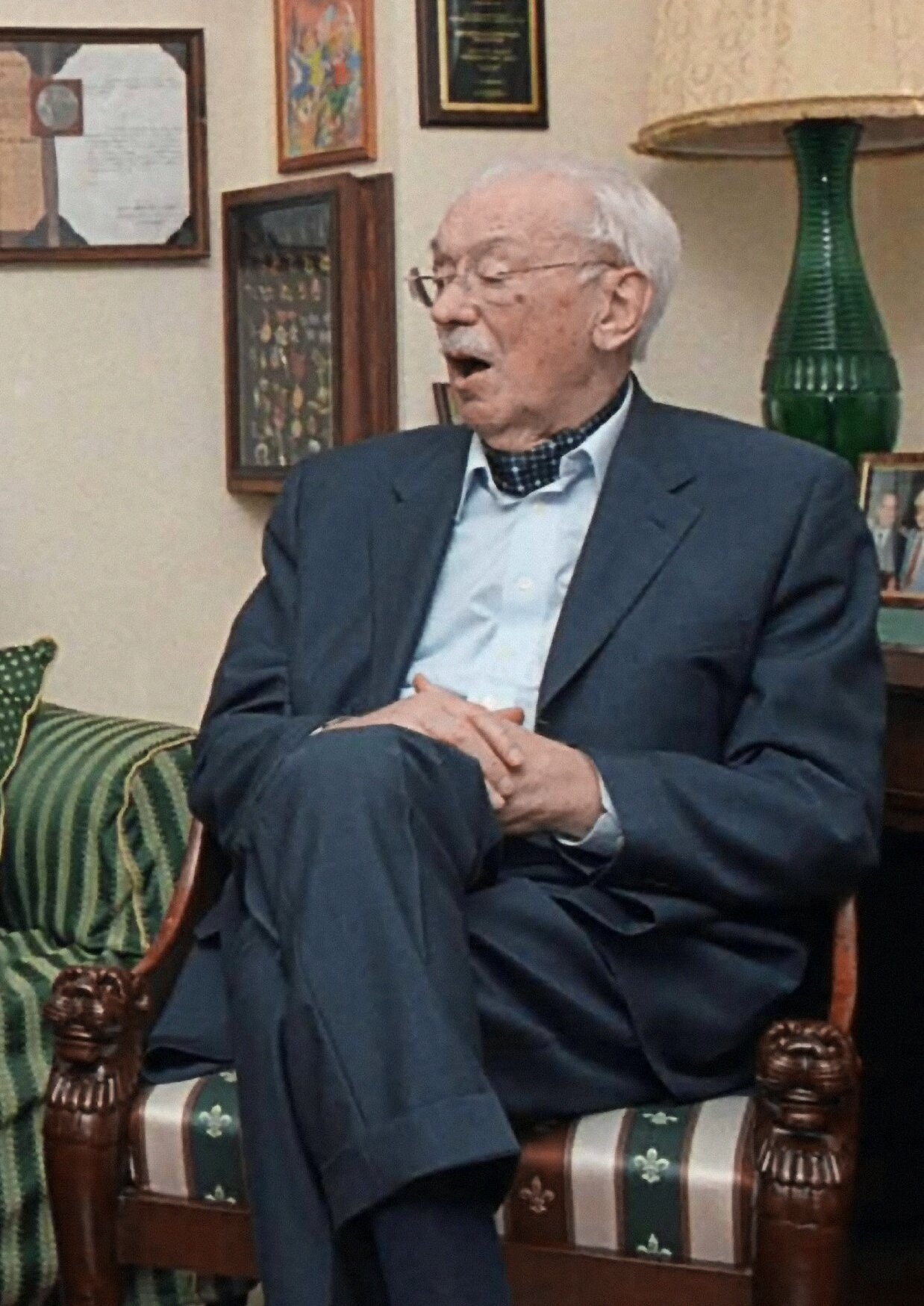
Serghei Mihalkov

- Serghei Mihalkov (1913–2009), scriitor, autorul imnului de stat al Rusiei;
- Noor Inayat Khan (1914–1944), luptătoare britanică în cel de-al Doilea Război mondial;
- Sasha Argov (1914–1995), compozitor evreu;

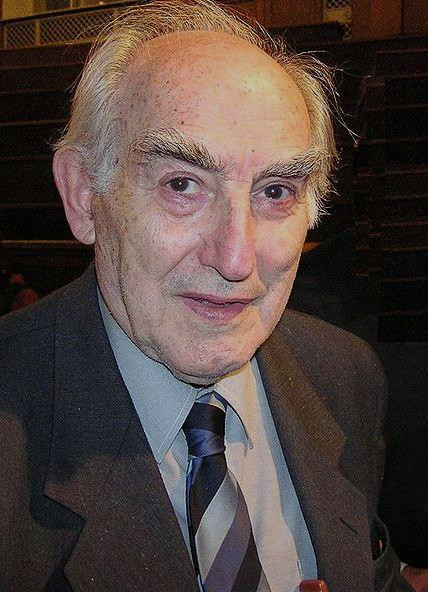
Vitali Ghinzburg

- Vitali Ghinzburg (1916–2009), fizician, laureat al Premiului Nobel pentru Fizică;
- Ilia Prigogine (1917–2003), chimist belgian, laureat al Premiului Nobel pentru Chimie;
- Leonid Hurwicz (1917–2008), economist american, laureat al Premiului Nobel pentru Economie;
- Zara Doluhanova (1918–2007), mezzosoprană armeană;
- Aharon Iariv (1920–1994), om politic, general israelian;

### 1921 - 1930
- Lidia Litviak (1921–1943), femeie pilot din cel de-al Doilea Război Mondial;

- Vasili Stalin (1921–1962), general, fiu al lui Stalin;
- Andrei Saharov (1921–1989), fizician, Laureat al Premiului Nobel pentru Pace, disident și militant pentru drepturile omului.
- Iuri Ozerov (1921–2001), regizor;
- Vasili Smîslov (1921–2010), mare maestru la șah;
- Iulia Drunina (1924–1991), poetă;

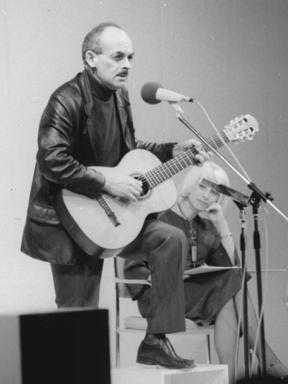
Bulat Okudjava

- Tatiana Lioznova (1924 – 2011), regizor;
- Maia Plisețkaia (1925–2015), balerină;
- Vladimir Boltianski (n. 1925), matematician;
- Evgheni Leonov (1926–1994), actor;
- David Abramovici Kirjniț (1926–1998), fizician;

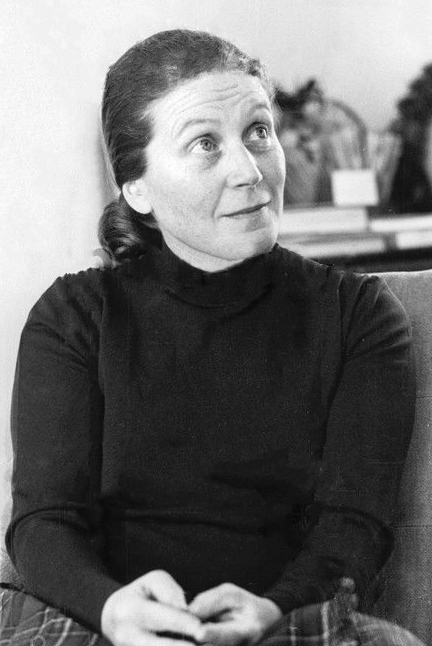
Svetlana Allilueva

- Svetlana Allilueva (1926–2011), scriitoare, fiica lui Stalin;
- Vladimir Komarov (1927–1967), cosmonaut;
- Evgheni Morgunov (1927–1999), actor, regizor, scenarist;
- Oleg Efremov (1927–2000), actor, regizor;
- Iurii Iakovlev (1928–2013), actor;

- Alexei Abrikosov (1928–2017), fizician, laureat al Premiului Nobel pentru Fizică;
- Lev Iașin (1929–1990), fotbalist;

### 1931 - 1940
- Lev Durov (1931–2015), actor;
- Leonid Keldîș (1931–2016), fizician;

- Rodion Șcedrin (n. 1932), compozitor, pianist;
- Vladislav Volkov (1935–1971), cosmonaut;

- Igor Novikov (n. 1935), astrofizician, cosmolog;

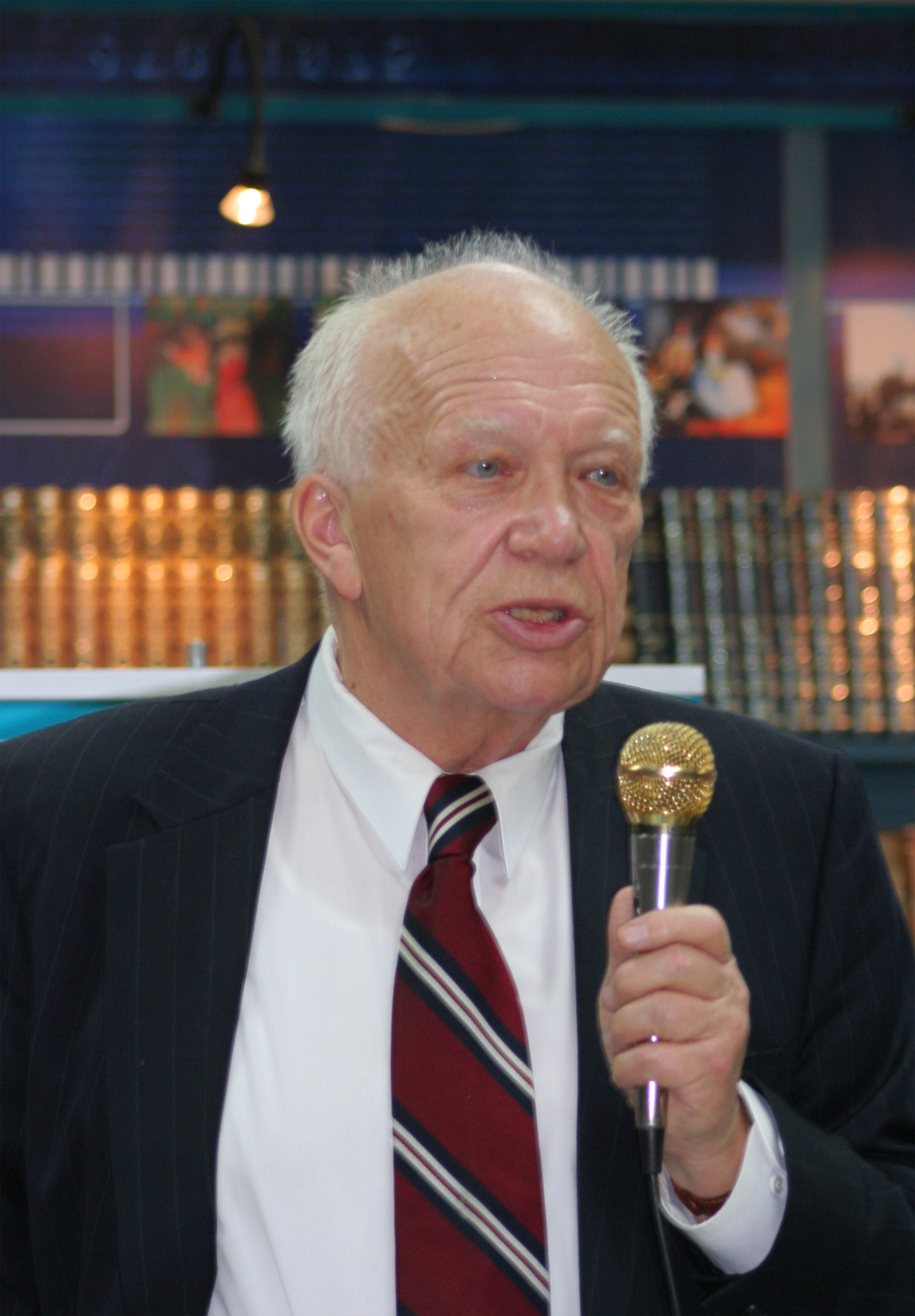
Serghei Hrușciov

- Iakov Sinai (n. 1935), matematician;
- Valentin Pavlov (1937–2003), om politic, fost premier;

- Bella Ahmadulina (1937–2010), poetă, traducătoare, eseistă;
- Vladimir Kadyshevsky (1937–2014), fizician;
- George Zweig (n. 1937), fizician, neurobiolog american;
- Andrei Koncealovski (n. 1937), regizor;
- Vladimir Vîsoțki (1938–1980), actor, cantautor, scriitor;

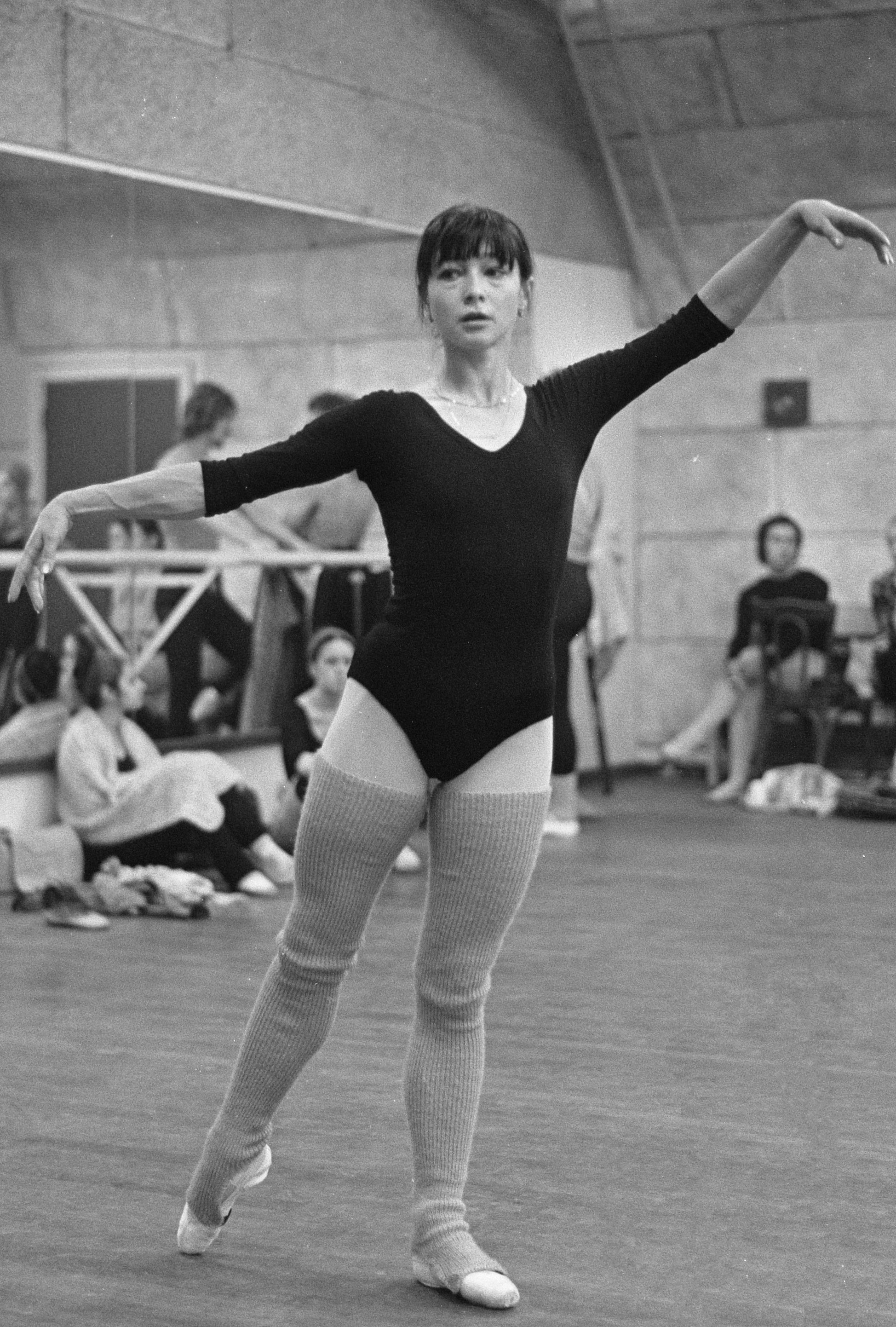
Ekaterina Maximova

- Vladimir Dneprovskii (n. 1940), fizician;

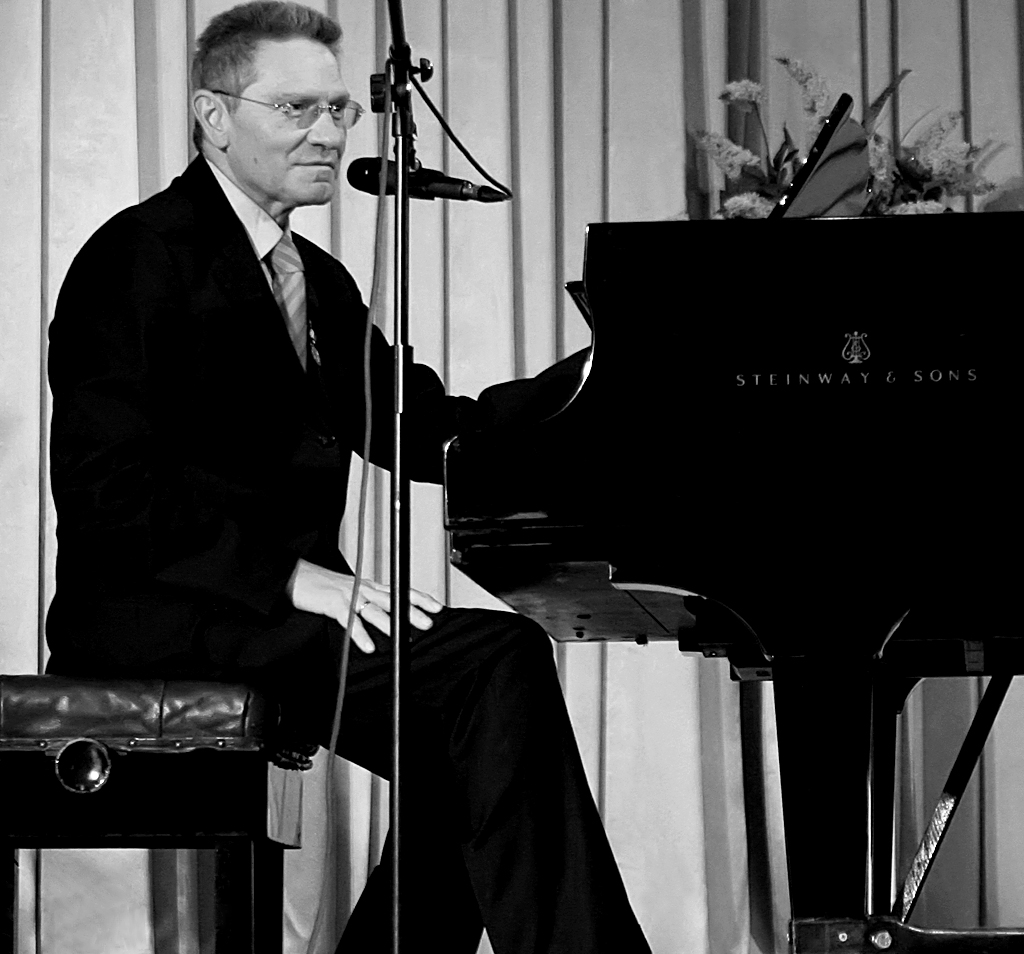
David Tuhmanov

### 1941 - 1950

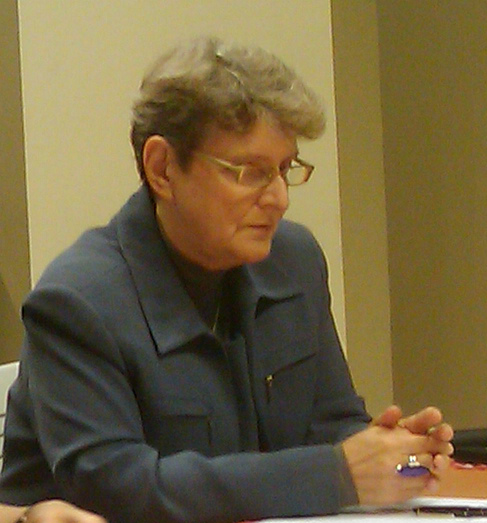
Svetlana Gannușkina

- Svetlana Gannușkina (n. 1942), matematician, luptătoare pentru drepturile omului;
- Valentin Lebedev (n. 1942), cosmonaut;
- Nikita Mihalkov (n. 1945), actor, regizor, laureat Oscar;
- Boris Berezovski (1946–2013), antreprenor, om politic;
- Jozef Zieleniec (n. 1946), om politic ceh;

- Viktor Krovopuskov (n. 1948), scrimer;

- Andrei Linde (n. 1948), fizician american;
- Svetlana Savițkaia (n. 1948), aviatoare, cosmonaut;
- Alexei Starobinskii (n. 1948), fizician;

- Alla Pugaciova (n. 1949), cântăreață;

- Serghei Lavrov (n. 1950), politician;

### 1951 - 1960
- Piotr Mamonov (n. 1951), muzician, actor;

- Valeri Gherghiev (n. 1953), dirijor;
- Andrei Karlov (n. 1954), diplomat;
- Irina Hakamada (n. 1955), politiciană;

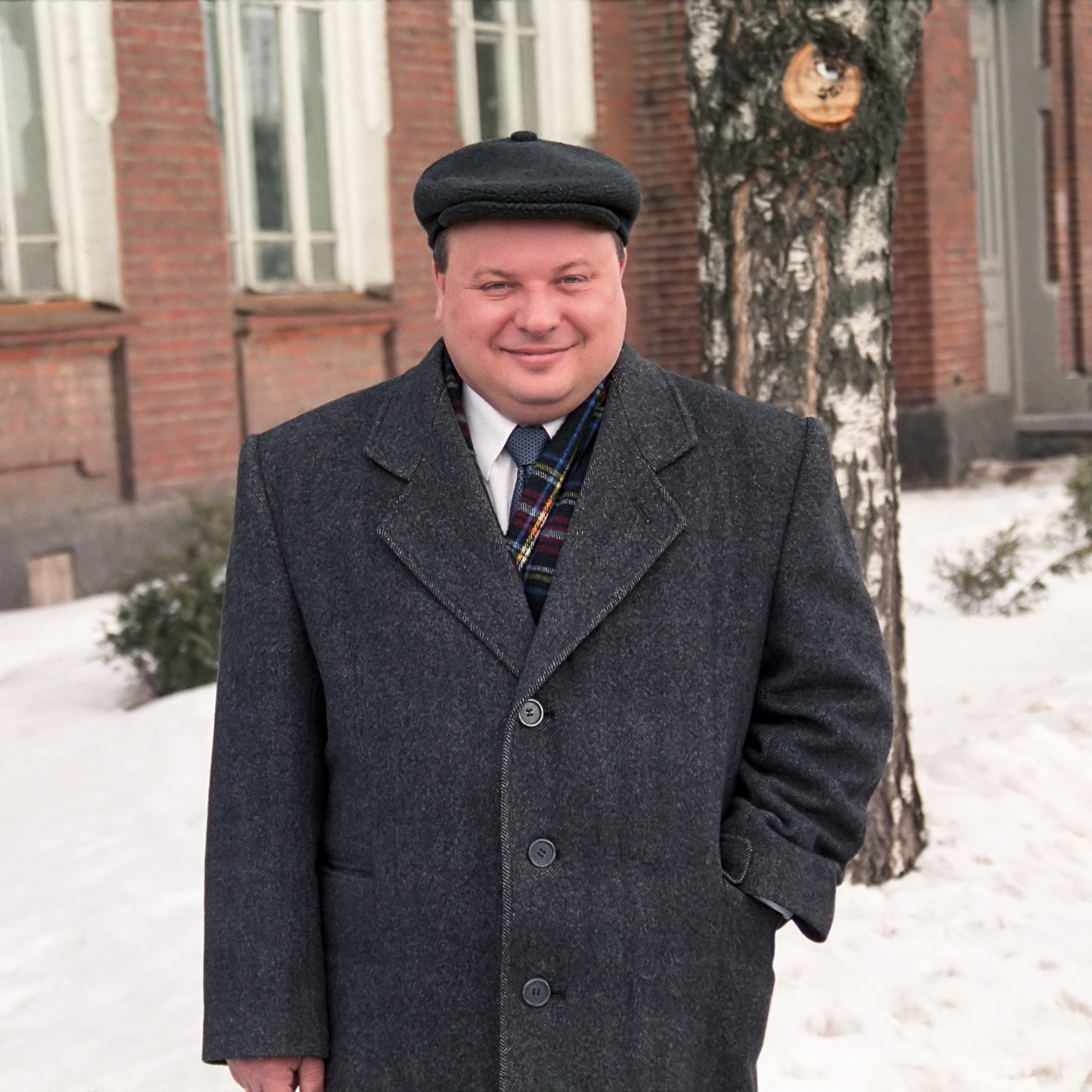
Egor Gaidar

- Egor Gaidar (1956–2009), economist, om politic;
- Vladislav Listiev (n. 1956), jurnalist, prezentator TV;

- Mihail Kasianov (n. 1957), economist, om politic;
- Shlomo Mintz (n. 1957), muzician israelian;
- Aleksandr Lebedev (n. 1959), om de afaceri;
- Vladimir Kara-Murza Sr. (n. 1959), jurnalist;.

### 1961 - 1970
- Valentin Valentinovici Ivanov (n. 1961), arbitru;

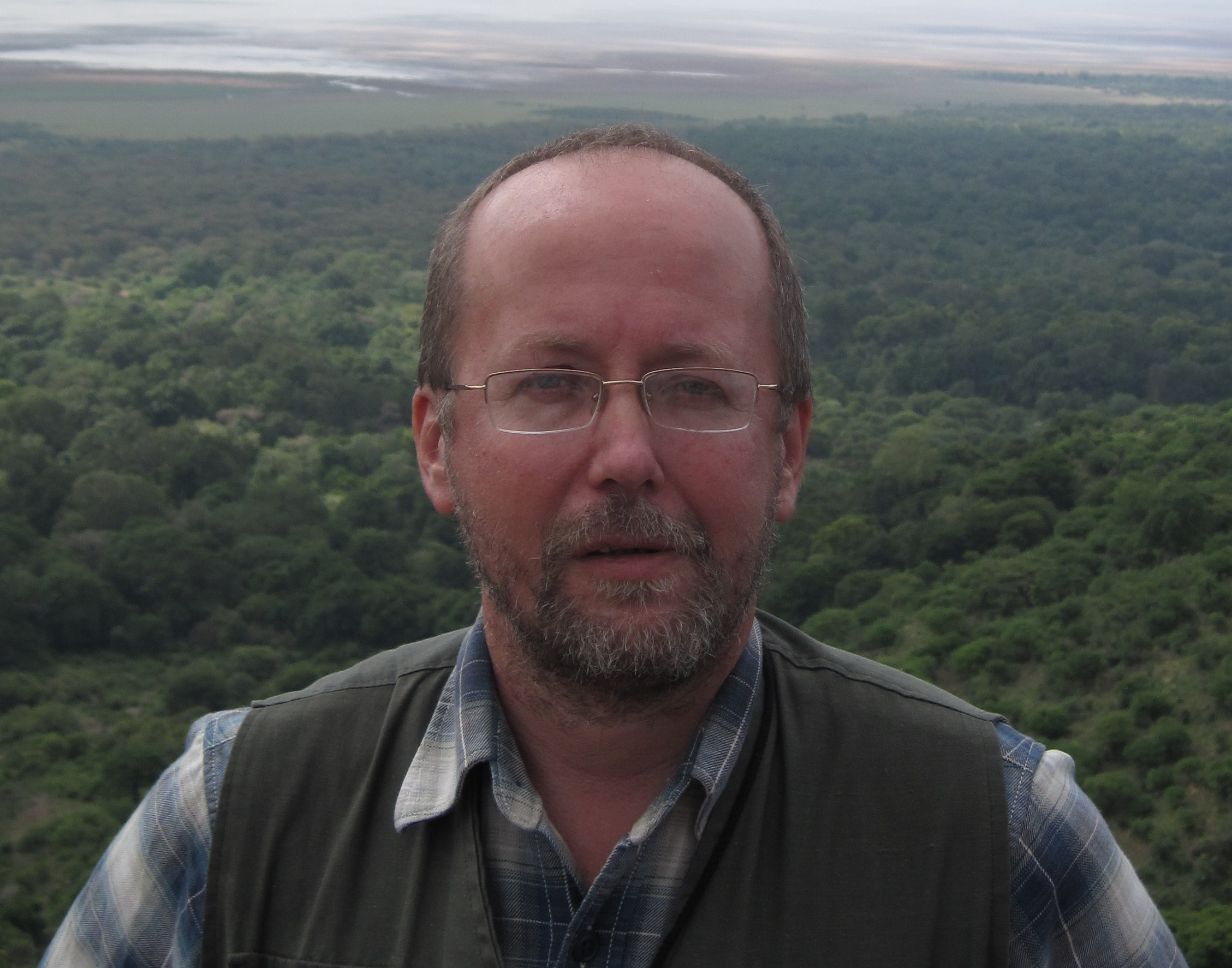
Andrei Korotaev

- Andrei Korotaev (n. 1961), antropolog, istoric, economist;
- Aleksandr Dughin (n. 1962), politician, filozof;
- Dmitri Rogozin (n. 1963), politician, diplomat;
- Serghei Trofimov (n. 1966), actor, cântăreț;
- Ilarion Alfeiev (n. 1966), mitropolit;
- Iulia Menșova (n. 1969), actriță, prezentatoare TV;
- Dmitri Malikov (n. 1970), cântăreț.

### 1971 - 1980
- Serghei Abramov (n. 1972), politician;
- Helavisa (n. 1976), cântăreață.

### 1981 - 1990
- Vladimir Kara-Murza (n. 1981), activist politic;
- Konstantin Batygin (n. 1986), astronom;
- Leanca Grâu (n. 1987), actriță moldoveancă;
- Nikita Efremov (n. 1988), actor.

### 1991 - 2000
- Daria Dughina (1992 – 2022), activistă;
- Daniil Medvedev (n. 1996), jucător de tenis;
- Aiko (n. 1999), cântăreață cehă.